# Dying Fetus
Dying Fetus (v překladu umírající plod) je americká brutal death metalová kapela založená v roce 1991 v Marylandu. Mezi zakládající členy patřili John Gallagher (kytara, vokály), Nick Speleos (kytara), Brian Latta (kytara), Jason Netherton (baskytara) a Kevin Talley (bicí). Mezi témata kapely patří politika, společnost, nenávist, násilí.
Debutové studiové album vyšlo roku 1996 a nese název Purification Through Violence.

## Diskografie
Dema
- Bathe in Entrails (1993)
- Infatuation with Malevolence (1994)

Studiová alba
- Purification Through Violence (1996)[2][3]
- Killing on Adrenaline (1998)
- Destroy the Opposition (2000)
- Stop at Nothing (2003)
- War of Attrition (2007)
- Descend into Depravity (2009)
- Reign Supreme (2012)
- Wrong One To Fuck With (2017)
- Make Them Beg for Death (2023)

EP
- Grotesque Impalement (2000)
- History Repeats... (2011)

Kompilační alba
- Infatuation with Malevolence (1995)

Various Artists kompilace
- Contamination Tour 2018 (2018) – VA kompilační 12" vinyl kapel Dying Fetus, Incantation, Genocide Pact, Gatecreeper

Split nahrávky
- Vengeance Unleashed / The Beating Goes On (2002) – split 7" vinyl s finskou kapelou Deepred